# Giunta Pisano
Pour les articles homonymes, voir Pisano.
Giunta di Capitino dit Giunta Pisano (en latin, Junta Pisanus) (Pise - ) est un peintre du gothique tardif, considéré comme le plus innovateur de la peinture italienne du second quart du XIIIe siècle, actif entre 1229 et 1254.

## Biographie
Giunta Pisano meurt en 1260 après avoir été le peintre officiel des deux plus importants ordres mendiants et s'être mis, pour la première fois, à signer ses œuvres. Il écrit ainsi à propos de lui-même, sur son chef-d'œuvre - un crucifix en bois peint - de la basilique San Domenico de Bologne : « cuius docta manus me pinxit » (dont la main savante m'a peint).

## Œuvres
Giunta Pisano est connu en particulier pour trois crucifix peints pour leur réalisme nouveau du corps du Christ dans le genre Christus dolens, relecture  qui aurait influencé Cimabue.
Ils sont situés à : 
- la basilique Sainte-Marie-des-Anges d'Assise,
- la Basilique San Domenico (Bologne), signé « Cuius docta manus me pinxit Junta Pisanus »
- Crucifix de San Ranierino, Musée national San Matteo, Pise,

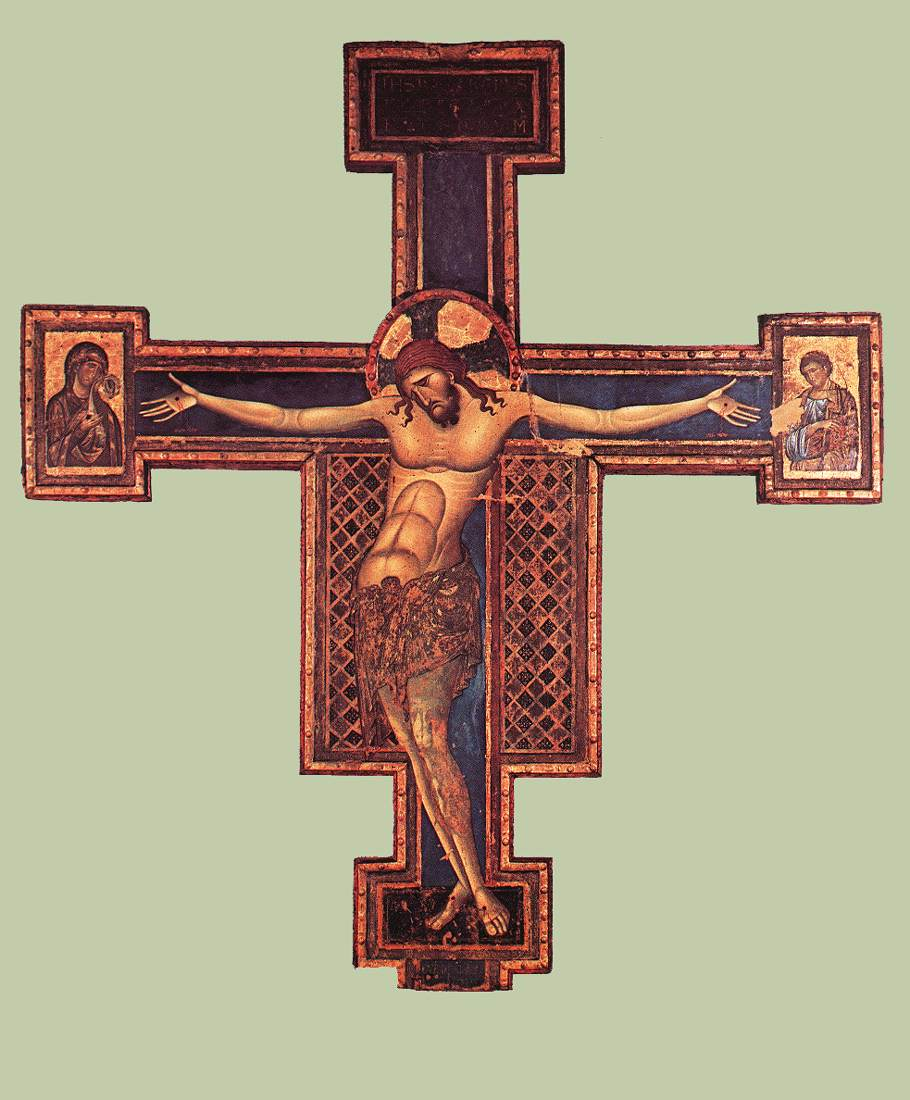
Crucifix de San Domenico
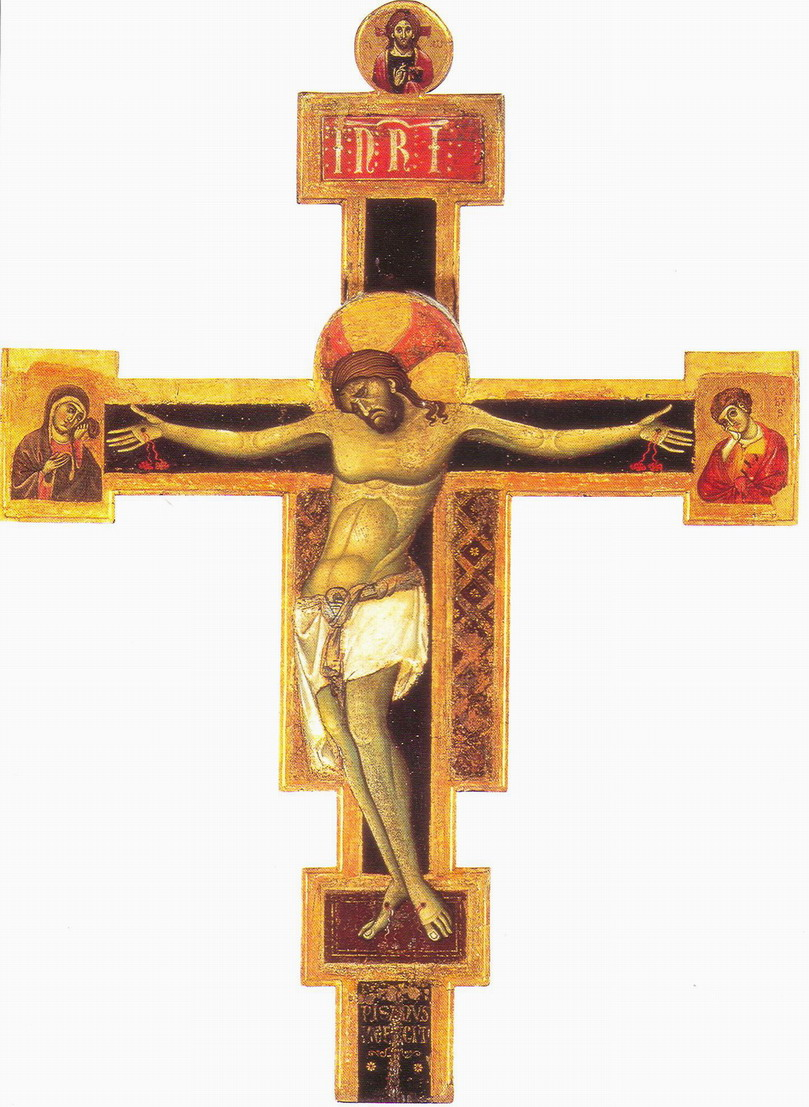
Crucifix de San Ranierino
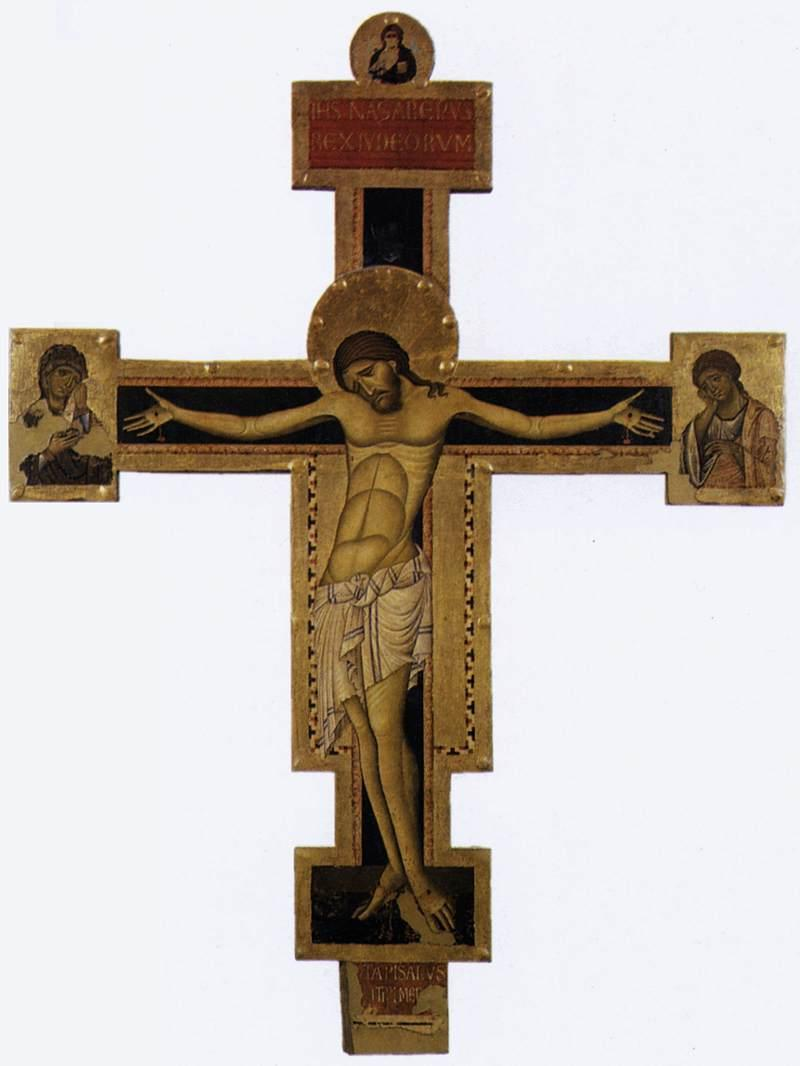
Crucifix de Santa Maria degli Angeli
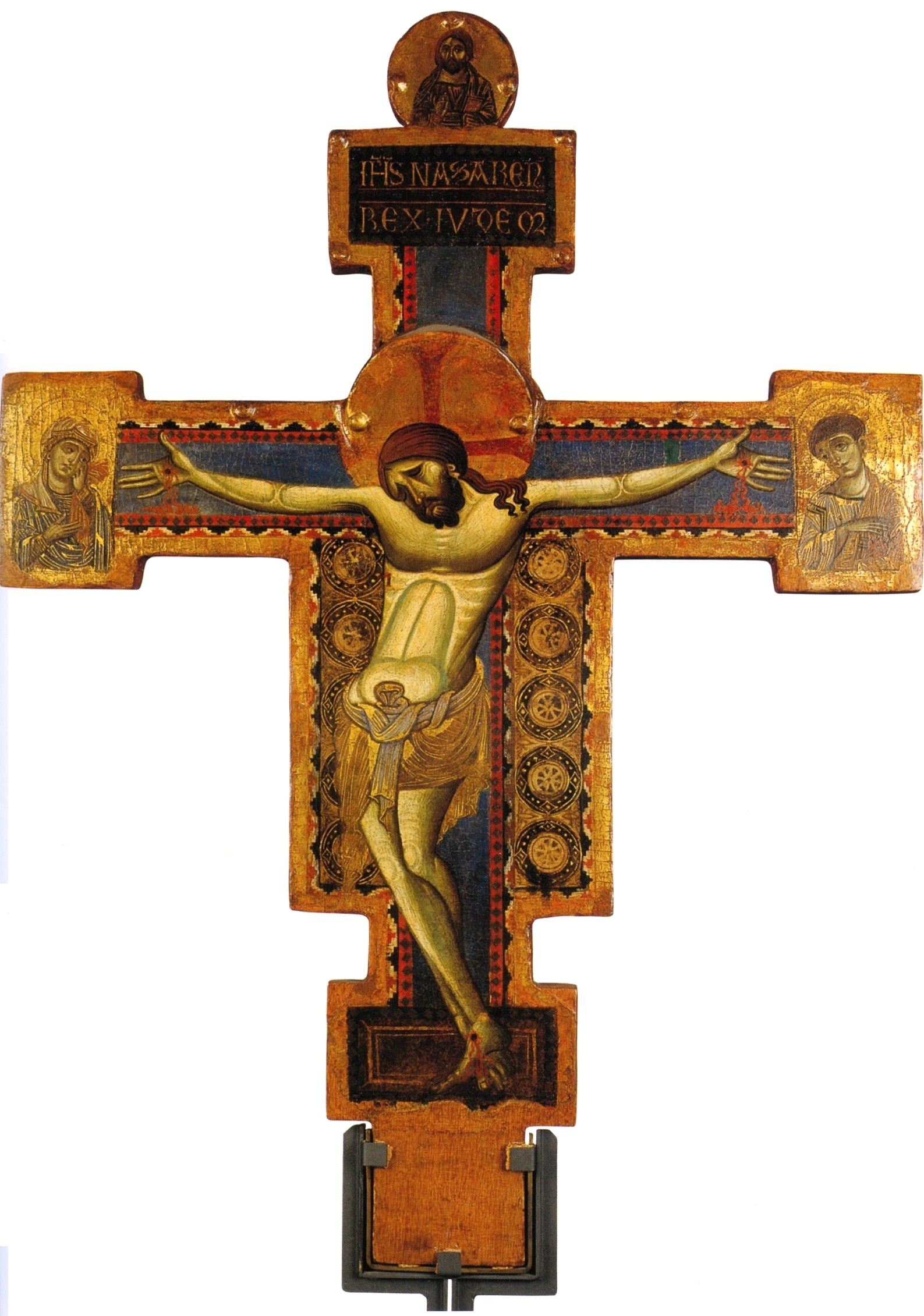
Crucifix de Saint Benoît

D'autres crucifix peints qui lui sont attribués sont au musée national San Matteo de Pise : 
- Croix de procession du Duomo de Pise,
- Crucifix de Saint-Benoît, issu de San Paolo in Ripa d'Arno

Crucifix perdu
- Celui d'Assise, le Crucifix de Frate Elia, détruit au XVIIe siècle.

Autres œuvres
- On lui doit également le Retable de saint François et six de ses miracles visible dans le même musée San Matteo de Pise.

## Source
- (it) Cet article est partiellement ou en totalité issu de l’article de Wikipédia en italien intitulé « Giunta Pisano » (voir la liste des auteurs).